# پارسا رضادوست
پارسا رضادوست (۱ دی ۱۳۸۲ – ۳۱ شهریور ۱۴۰۱) شهروند ایرانی بود که پس از کشته‌شدن مهسا امینی در جریان اعتراضات سراسری در هشتگرد توسط نیروهای جمهوری اسلامی به ضرب دو گلوله جنگی کشته شد.

## مجروح‌شدن و کشته‌شدن
او پس از مجروح شدن به یک رستوران پناه می‌برد و مأموران با پایین کشیدن کرکره رستوران مانع از کمک رسانی و رسیدن آمبولانس می‌شوند. مادر وی ساعت‌ها در خیابان‌ها به دنبال او می‌گشت و او را زخمی پیدا کرد. اصرارهای فراوان مادر و همراهانش به مأموران برای بیرون آوردن او هیچ فایده‌ای نداشته است و پس از جان باختن به دلیل خونریزی او را بیرون آوردند.
طبق گفته‌های همراهان و برادر او در آن لحظات توانسته‌اند به او نفس مصنوعی و ماساژ قلبی بدهند که کافی نبوده است.

## مراسم چهلم
چهلم پارسا رضادوست و حدیث نجفی در ۱۲ آبان ماه در کرج با سیل جمعیتی مواجه شد که به یکی از پر جمعیت‌ترین اعتراضات خیزش ۱۴۰۱ ایران تبدیل شد. جمعیت انبوهی با پای پیاده راهی این مراسم شدند و شعارهای ضد حکومتی همچون «پارسای ما رو بردند، جنازه‌اش رو آوردن» سر دادند. معترضان آزادراه کرج قزوین را مسدود کردند که منجر به درگیری میان برخی معترضان و شماری از نیروهای انتظامی حکومت ایران شد. نیروهای امنیتی به سوی معترضان تیراندازی کردند و تعدادی از معترضان بازداشت شدند. به گزارش خبرگزاری ایرنا یک نفر از نیروهای بسیجی کشته و چند نفر از نیروهای انتظامی نیز مصدوم شدند. به دلیل ترافیک سنگین، از هلیکوپتر برای اعزام مجروحان به مراکز درمانی استفاده شد.